# Spongilla prespensis
Spongilla prespensis je slatkovodna spužva. Endem je Prespanskog jezera. Spužva živi na kamenitim mjestima u jezeru.